# BK Spartak Sankt Petersburg
BK Spartak Sankt Petersburg (russisch БК «Спартак» Санкт-Петербург) ist eine russische Profibasketballmannschaft aus Sankt Petersburg.

## Geschichte
Der BK Spartak wurde 1935 gegründet und gehört damit zu den ältesten Basketballklubs in Europa. Bereits 1937 startete Spartak in der sowjetischen Meisterschaft. Nach den Kriegsjahren kehrte Spartak 1958 in die oberste Liga zurück und spielte dort von 1960 bis zum Ende der Sowjetunion 1991 ununterbrochen durch. Seine Blütezeit hatte der Klub in den 1970er Jahren, mit Alexander Below als herausragendem Spieler. Nach einem dritten Platz in der sowjetischen Meisterschaft 1969 erreichte die Mannschaft 1971 das Finale des Europapokals der Pokalsieger, das gegen Simmenthal Milano jedoch verloren ging. Spartak gewann diesen Europapokal jedoch 1973 nach einem Finalsieg gegen Jugoplastika Split und noch einmal 1975 gegen KK Roter Stern Belgrad. Spartak gewann 1975 die sowjetische Meisterschaft und war damit der einzige Verein der die Meisterschaftsdominanz von ZSKA Moskau zwischen von 1969 bis 1984 unterbrechen konnte. Nach dem Tod von Below gewann Spartak 1978 und 1987 noch zweimal den sowjetischen Pokal und nach dem Zerfall der Sowjetunion die GUS-Meisterschaft 1992.
Nach vielen Jahren ohne Erfolg gelang dem Klub erst 2011 mit dem Gewinn des russischen Pokals der nächste nationale Titel. Obwohl Spartak auch nach dem Zerfall der Sowjetunion an verschiedenen europäischen Pokalwettbewerben teilgenommen hatte, gelang ebenfalls erst 2011 der erste nennenswerte Erfolg, als man im Spiel um Platz drei in der EuroChallenge erst im Overtime mit 92:94 gegen Telenet Oostende verloren hatte. Im nächsten Jahr (2012) startete Spartak im Eurocup und scheiterte im Halbfinale am späteren Sieger BK Chimki. Nachdem zum Ende der Saison 2013/14 die Finanzierung des Klubs durch die Stadt St. Petersburg eingestellt wurde, stellte Spartak den professionellen Spielbetrieb seiner ersten Mannschaft ein.

## Bekannte Spieler
- Alexander Below
- / Iwan Dwornyj
- Sergei Panow
- Andrei Kirilenko
- Anton Ponkraschow
- Kasib Powell
- Boniface N’dong
- Antonio Porta
- Rafael Araújo
- Joseph Blair

## Bekannte Trainer
- / Wladimir Kondraschin
- Jewgeni Paschutin

## Erfolge
- 2-mal sowjetischer Meister (1975, 1992)
- 8-mal Zweiter der sowjetischen Meisterschaft (1970–1974, 1976, 1978, 1991)
- 1-mal Zweiter der russischen Meisterschaft (1993)
- 5-mal Dritter der sowjetischen Meisterschaft (1969, 1981, 1985–1987)
- 2-mal sowjetischer Pokalgewinner (1978, 1987)
- 1-mal russischer Pokalgewinner (2011)
- 2-mal Sieger des Europapokals der Pokalsieger (1973, 1975)
- 1-mal Zweiter im Europapokal der Pokalsieger (1971)